# Ormosia curvata
Ormosia curvata är en tvåvingeart som beskrevs av Alexander 1924. Ormosia curvata ingår i släktet Ormosia och familjen småharkrankar. Inga underarter finns listade i Catalogue of Life.